# 조성래 (교수)
조성래(趙成來, 1970년 1월 4일 ~ )는 대한민국의 중앙대학교 소프트웨어학부 교수이며, 2020년 2월부터 2022년 1월까지 제2대 중앙대학교 소프트웨어대학 학장을 지냈다. 조성래 교수는 중앙대학교에 임용되기 전인 2003년부터 2006년까지 미국 조지아서던대학교 컴퓨터과학과 조교수로 재직했으며, 2003년에는 대한민국 기흥에 위치한 삼성종합기술원(SAIT)에서 전문연구원으로 재직했다. 1994년부터 1996년까지는 대전에 위치한 한국전자통신연구원(ETRI)에서 연구원으로 재직했다. 2012년부터 2013년까지는 미국 메릴랜드주 게이더스버그에 위치한 국립표준기술원(NIST)에서 객원연구원으로 방문했다. 1992년과 1994년에는 고려대학교 안암캠퍼스에서 전자공학 학사 및 석사 학위를, 2002년에는 미국 조지아주 애틀랜타 조지아 공과대학교에서 전기 및 컴퓨터공학 박사 학위를 받았다. 2025년부터는 한국공학한림원(NAKE) 일반회원으로, 2021년부터는 한국통신학회 KICS 펠로우로 활동하고 있다. 2022년에는 한국통신학회 해동학술대상, 2021년에는 한국과학기술정보통신부로부터 상을 수상하는 등 다수의 상을 수상했다.
조성래 교수의 현재 연구 관심 분야는 무선 네트워킹, 네트워크 지능화, 네트워크 최적화이다. 그는 2024년부터 Elsevier ICT Express의 편집장(EIC)으로 봉사 중이며, 2018년부터 IET Electronics Letter의 주제 편집장으로, 2023년부터 2024년까지 Wiley Transactions on Emerging Telecommunications Technologies의 수석 편집위원으로 활동하였고, 2012년부터 2017년까지 Elsevier Ad Hoc Networks Journal의 편집위원으로 활동했다. 조성래 교수는 IEEE ICC, IEEE SECON, IEEE ICCE, ICOIN, ICTC, ICUFN, APCC, TridentCom, IEEE MASS 등 여러 국제 회의에서 총괄 의장, TPC 의장 또는 조직 위원회 의장으로 활동했다.

## 학력
- 서울면동초등학교, 1982년 졸업
- 대전중학교, 1985년 졸업
- 대전대성고등학교 1988년 (33회) 졸업
- 고려대학교 공과대학 전자전산공학과 공학사 (1992년 2월 25일 졸업)
- 고려대학교 일반대학원 전자공학과 공학석사 (1994년 2월 25일 졸업)
- 조지아 공과대학교 대학원 전기 및 컴퓨터공학 (2002년 12월 14일 졸업)

## 경 력
- 학 장, 중앙대학교, 소프트웨어대학, 서울, 2020 - 2022.
- 센터장, 중앙대학교, 5G & 6G 차세대 통신네트워크연구센터, 서울, 2022 - 현재.
- 단장, 중앙대학교, 4단계 BK21 빅데이터 핵심인재양성 사업단, 서울, 2020 - 현재.
- 연구소장,중앙대학교, 사이버물리시스템 (CPS) 연구소, 서울, 2020 - 현재.
- 정교수, 중앙대학교, 소프트웨어학부, 서울, 2018 - 현재.
- 정교수, 중앙대학교, 컴퓨터공학부, 서울, 2012 - 2018.
- 학부장, 중앙대학교, 컴퓨터공학부, 서울, 2013 - 2015.
- 방문교수, 미국 국립표준기술연구소 (NIST), 미국 게이더스버그, 2012 - 2013.
- 부교수, 중앙대학교, 컴퓨터공학부, 서울, 2006 - 2012.
- 조교수, 조지아 서던대학교 (GSU), 전산학과, 미국 스테이츠보로, 2003 - 2006.
- 전문연구원, 삼성종합기술원 (SAIT), 기흥, 2003.
- 연구원, 한국전자통신연구원 (ETRI), 대전광역시, 1994 - 1996.

## 대외 활동
- 감사, 한국통신학회, 2025 - 현재
- 부회장, 한국통신학회, 2023 - 2024.
- 상임이사, 한국통신학회, 2017 - 2022.
- 대내총무이사, 한국통신학회, 2021.
- 대외총무이사, 한국통신학회, 2020.
- 집행이사, 한국통신학회, 2014 - 2016.
- 운영위원장, 한국통신학회 통신네트워크연구회, 2015.1 - 2015.12.
- 회장, 한국정보과학회, 정보통신소사이어티, 2020.
- 부회장, 한국정보과학회 정보통신소사이티, 2015 - 2019.
- 이사, 한국정보과학회, 2017 - 현재.
- 회장, 한국컴퓨터통신연구회 (OSIA), 2025.1 - 현재
- 수석부회장, 한국컴퓨터통신연구회 (OSIA), 2024.1 - 12.
- 부회장, 한국컴퓨터통신연구회 (OSIA), 2019 - 2023.
- 총무이사, 한국컴퓨터통신연구회 (OSIA), 2018.1 - 12.
- 상임부회장, 한국정보처리학회, 2021 - 2023.
- RB 전문위원, 한국연구재단 국책연구본부 우주 전기/전자/SW, 2021.1 - 2024.6.
- RB 전문위원, 한국연구재단 ICT융합단 통신분과, 2018.1 - 2021.1.
- RB 전문위원, 한국연구재단 ICT융합단 성과분석분과, 2019.5 - 2020.4.
- IITP최고전문가, 정보통신기술진흥센터, 2018.1 - 2020.1.
- 국가보훈부 정책자문위원회 자문위원, 2024 - 현재
- 점검위원, 대학구조개혁평가, 2017.
- 평가전문위원, 국무조정실 정부국정과제평가단, 2017-2018.
- 국제협력 운영위원, 한국공학인증원, 2010 - 2010.

## 학술 활동
- 편집위원장 (EiC), Elsevier ICT Express, 2024 - 현재
- 주제 편집위원, IET Electronics Letter, 2018 - 현재
- 편집위원, Wiley Transactions on Emerging Telecommunications Technologies, 2023 - 2024
- 편집위원장 (EIC), 한국통신학회 논문지 (J-KICS), 2016 - 2019
- 부편집위원장 (V-EIC), 한국정보과학회 논문지, 2017 - 2023
- 편집위원, 한국통신학회 논문지 (J-KICS), 2008 - 현재
- 편집위원, 한국정보과학회 논문지, 2009 - 현재
- 편집위원, Ad Hoc Network Journal (Elsevier), 2012 - 2017
- 초청 편집위원, Mathematics, 2023. 1 - 2023. 7
- 초청 편집위원, Wireless Communications and Mobile Computing, 2018. 12 - 2019. 6
- 초청 편집위원, Sensors, 2016. 9 - 2017. 1
- 조직 위원장, ICOIN 2021
- 조직 위원장, CTCon 2019
- 조직 부위원장, ICOIN 2020
- 운영 부위원장, ICTC 2024
- 운영 부위원장, ICTC 2023
- TPC 위원장, APCC 2025
- TPC 위원장, APCC 2024
- TPC 위원장, JCCI 2023
- TPC 위원장, ICTC 2022
- TPC 위원장, ICOIN 2018
- TPC 위원장, ICUFN 2016
- 운영 위원장 및 TPC 위원, IEEE WCNC 2025 - 2024, IEEE ICC 2022, IEEE Globecom 2020 AHSN, IEEE VTCSpring 2019, IEEE ICC 2019 SPC, IEEE ICC 2019 MWN, IEEE CAMAD 2018, IEEE ICC 2018 SPC, IEEE SECON 2012, IEEE MASS 2009, IEEE COMNETSAT 2014, CSIE 2009, WICON 2007, IEEE MADWH2005, Tridentcom 2007, MobiApps 2018, 2017, 2015, 2014, APMediaCast 2016, 2015, APWiMoB 2015, 2014, SENSORNETS 2015, 2014, 2013, WINSYS 2019, 2014, 2013, APCC 2016, 2013, ATC 2015, 2014, 2013, ComManTel 2014, DPNoC 2018, 2015, 2014, ICACCI 2015, ICCE 2018, 2014, ICoICT 2014, ICEPIT 2014, ICGHIT 2014, ICCC2013-QRS Workshop, IWIV 2014, ICOIN 2018 - 2010, ICUFN 2019 - 2010, ICTC 2019 - 2011, IJCDS 2018, JCCI 2017, 2016, TELSATECH 2013, UCN 2013
- 운영 및 프로그램 위원장, 한국통신학회 통계종합학술대회, 2024
- 운영 및 프로그램 위원장, 한국통신학회 하계종합학술대회, 2024
- 운영 및 프로그램 위원장, 한국통신학회 추계종합학술대회, 2024
- 투표권 회원, IEEE 802.15 국제 표준화 회의, 2003 - 현재
- 일반회원, 한국공학한림원
- 종신회원, 한국통신학회
- 종신회원, 한국정보과학회
- 종신회원, 대한전자공학회
- 종신회원, 한국인터넷방송통신학회

## 수상 및 영예
- 해동학술대상, 한국통신학회, 2022.12.2
- 과학기술정보통신부장관 표창, 2021.12.22
- KICS FELLOW, 2021.12.3
- Excellent Paper Award, ICAICI 2025.
- Best Paper Award, ICOIN 2024.
- Outstanding Paper Award, ICMIC 2023.
- Best Paper Award, ICTC 2021.
- 정보통신소사이어티 공로상, 한국정보과학회, 2022.2.18
- 학술대회 최다등록상, 한국통신학회, 2022.2.9
- 논문공로상, ITFE, 2020.12.3
- 공로패, OSIA, 2019.04.19
- 학술대회 우수논문상, 한국통신학회, 2025.1.5
- 학회공로상, 한국통신학회, 2018.11.17
- 학술대회 학부우수논문, 한국통신학회, 2018.11.17
- 학술대회 우수논문상, 한국통신학회, 2017.11.10
- 통신네트워크연구회 공로상, 한국통신학회, 2016.11.19
- 공로 표창, 중앙대학교, 2016.10.11
- 정보통신소사이어티 감사패, 한국정보과학회, 2016.2.24
- 통신네트워크연구회 최우수연구회, 한국통신학회, 2015.11.21
- 학술대회 우수논문상, 한국통신학회, 2011.11.19